# Stara Reka, Sliven
Stara Reka (în bulgară Стара Река) este un sat în comuna Sliven, regiunea Sliven,  Bulgaria. 

## Demografie
Componența etnică a satului Stara Reka
     Bulgari (82,35%)
     Romi (2,94%)
     Turci (8,19%)
     Nicio identificare (6,51%)
La recensământul din 2011, populația satului Stara Reka era de 476 locuitori. Din punct de vedere etnic, majoritatea locuitorilor (82,35%) erau bulgari, existând și minorități de turci (8,19%) și romi (2,94%). Pentru 6,51% din locuitori nu este cunoscută apartenența etnică.